# La passeggiata (Moccia)
La passeggiata è un piccolo racconto di Federico Moccia pubblicato nel 2007 dal Corriere della Sera.
Il libro parla di Federico, che passeggiando per la spiaggia in cui passava le vacanze estive da piccolo, si ritrova a ricordare suo padre ormai morto da molti anni. E lì immagina di rincontrarlo e passare una splendida giornata con lui. Alla fine tutto finisce, come finiscono sempre i sogni.

## Edizioni
- Federico Moccia, La passeggiata, collana Rizzoli romanzo, Rizzoli, 2007,  p. 62, ISBN 978-88-17-01983-5.